# Yungasus
Yungasus is een geslacht van rechtvleugeligen uit de familie veldsprinkhanen (Acrididae). De wetenschappelijke naam van dit geslacht is voor het eerst geldig gepubliceerd in 2006 door Mayer.

## Soorten
Het geslacht Yungasus  is monotypisch en omvat slechts de volgende soort:
- Yungasus hebardi (Liebermann, 1941)